# (4944) Козловский
(4944) Козловский (лат. Kozlovskij) — типичный астероид главного пояса, открыт 2 сентября 1987 года советским астрономом Людмилой Черных в Крымской астрофизической обсерватории и 1 сентября 1993 года назван в честь советского и российского оперного и камерного певца Ивана Козловского.

## Обнаружение и именование
(4944) Козловский
Открыт 2 сентября 1987 года в Научном Л. И. Черных.
Назван в честь выдающегося оперного певца Ивана Семёновича Козловского, обладающего редким лирическим тенором и популярного благодаря своим многочисленным оперным партиям и исполнению русских народных песен.
Оригинальный текст (англ.)4944 Kozlovskij
Discovered 1987-09-02 by Chernykh, L. I. at Nauchnyj.
Named in honor of Ivan Semyonovich Kozlovskij, distinguished opera-singer who has rare lyric tenor and is popular for his many opera parties and for his rendering of Russian folk-songs.
Источники: DISCOVERY.DB; M.P.C. 22504.

## Орбита

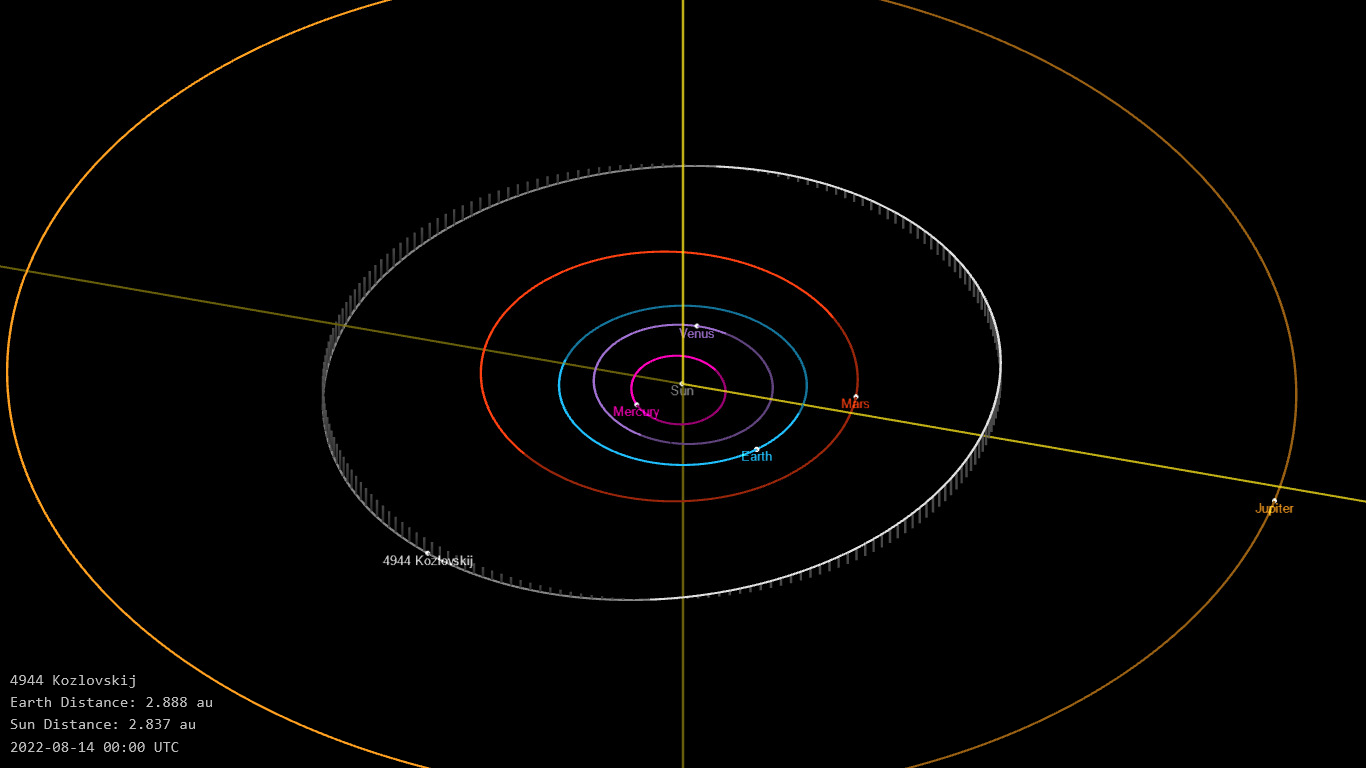
Орбита астероида Козловский и его положение в Солнечной системе

## Физические характеристики
Из результатов второго этапа спектроскопической съёмки малых астероидов главного пояса (Small Main-belt Asteroid Spectroscopic Survey, SMASSII) следует, что астероид относится к таксономическому классу Cb, а из наблюдений телескопа VISTA — к классу Ds.
По результатам наблюдений в видимом и ближнем инфракрасном диапазоне космического телескопа NEOWISE и наблюдений в инфракрасном диапазоне спутника Akari диаметр астероида оценивался равным 11,125±0,083 км, 9,25±1,11 км, 10,85±2,35 км и 9,89±2,71 км. Согласно тем же источникам альбедо оценивается как 0,0613±0,0063, 0,157±0,038, 0,086±0,032, 0,09±0,09 и 0,061±0,006.